# Miratge d'amor
 Miratge d'amor  (original: Kitty Foyle) és una pel·lícula estatunidenca de Sam Wood, estrenada el 1940 i doblada al català.

## Argument
Kitty Foyle, una humil noia de Filadèlfia, coneix un bon dia Wyn Strafford, ric hereu d'una influent família de la ciutat. Wyn li ofereix el lloc de secretària a la revista que dirigeix. Ambdós s'enamoren, encara que la diferència de classes socials serà al llarg dels anys un obstacle difícil de superar. En una de les seves ruptures amb Wyn, Kitty es trasllada a Nova York, on es posa a treballar de dependenta en una perfumeria. A la ciutat dels gratacels coneix Mark, un modest metge que s'enamora d'ella. Però Wyn torna a irrompre en la seva vida.

## Repartiment
- Ginger Rogers: Katherine "Kitty" Foyle
- Dennis Morgan: Wyn Strafford
- James Craig: El doctor Mark Eisen
- Eduardo Ciannelli: Giono
- Ernest Cossart: Tom "Pop" Foyle
- Gladys Cooper: Sra. Strafford
- Katherine Stevens: Molly
- Walter Kingsford: Mr. Kennett
- Cecil Cunningham: L'àvia
- Pat Flaherty: Policia
- Florence Bates: Una clienta
- Nella Walker: Tia Jessica

## Premis i nominacions

### Premis
- 1941. Oscar a la millor actriu per Ginger Rogers

### Nominacions
- Oscar a la millor pel·lícula
- Oscar al millor director, per a Sam Wood
- Oscar al millor guió original, per a Dalton Trumbo
- Oscar a la millor edició de so, per a John Aalberg